# Tarik Bhar
Tarik Bhar (16 juli 1991) is een Belgische aanvaller die uitkomt voor RU Wallonne Ciney. Voordien speelde hij bij KAS Eupen waarvoor hij in begin 2011 zijn debuut maakte op het hoogste niveau.

## Statistieken
| seizoen | club              | land   | competitie         | wed. | goals |
| ------- | ----------------- | ------ | ------------------ | ---- | ----- |
| 2010/11 | KAS Eupen         | België | Jupiler Pro League | 1    | 0     |
| 2010/11 | KAS Eupen         | België | Play-Off III       | 0    | 0     |
| 2011/12 | Beerschot AC      | België | Jupiler Pro League | 0    | 0     |
| 2012/13 | RU Wallonne Ciney | België | Derde klasse B     | 1    | 0     |
|         |                   |        | Totaal             | 2    | 0     |